# Trường học điện ảnh và truyền hình thuộc Học viện nghệ thuật biểu diễn tại Praha
Trường học điện ảnh và truyền hình thuộc Học viện nghệ thuật biểu diễn tại Praha (tiếng Séc: Filmová a televizní fakulta Akademie múzických umění v Praze hay viết tắt là FAMU) là một trường học điện ảnh tại Praha, Cộng hòa Séc, được thành lập vào năm 1946 bởi một trong ba chi nhánh của Học viện nghệ thuật biểu diễn tại Praha. Đây là trường học điện ảnh có tuổi đời lâu thứ 5 trên thế giới. Ngôn ngữ giảng dạy trong hầu hết các khóa học tại FAMU là tiếng Séc, song FAMU cũng tổ chức một vài khóa học bằng tiếng Anh. Ngôi trường thường xuyên được The Hollywood Reporter điền tên trong danh sách những trường học điện ảnh tốt nhất thế giới.
Ở các thập niên 1960 và 1970, một số đạo diễn trẻ người Nam Tư có xuất thân là sinh viên của FAMU (Rajko Grlić, Srđan Karanović, Emir Kusturica, Goran Marković, Goran Paskaljević và Lordan Zafranović). Tất cả những đạo diễn này về sau đều trở nên cực kì thành công trong các thập niên tiếp theo, dẫn đến sự ra đời của thuật ngữ Praška filmska škola ("trường học điện ảnh Praha") hay Praški talas ("làn sóng Praha") – đôi khi được xem là nhánh phụ của điện ảnh Nam Tư.

## Lịch sử hoạt động
Trường được thành lập vào giai đoạn giữa năm 1946 và 1948, là một trong ba chi nhánh của Học viện nghệ thuật biểu diễn tại Praha (AMU), đồng thời là ngôi trường điện ảnh có tuổi đời lâu thứ 5 thế giới chỉ sau các trường tại Moskva, Berlin, Rome và Paris. Ngôi trường lúc đầu nằm trên tầng 4 của tòa nhà Havlickova 13, song được chuyển trụ sở sang tòa nhà Vančura tại Klimenská 4 vào năm 1948, đến năm 1960 thì một số học phần lý thuyết và lý thuyết bắt đầu được tính phí. Ngôi trường mới cũng dùng chung cơ sở vật chất với Viện điện ảnh Tiệp Khắc. Tuy nhiên, khi Viện điện ảnh Tiệp Khắc bị giải thể vào năm 1949 bởi Oldřich Macháček – giám đốc cộng sản của Hãng phim nhà nước Tiệp Khắc, rất nhiều giáo viên cũ của trường này đã chuyển sang làm trợ giảng tại FAMU.

## Xếp hạng quốc tế
Tạp chí The Hollywood Reporter đã liên tục điền tên FAMU nằm trong số những ngôi trường tốt nhất trên thế giới, như vị trí số 7 thế giới (2011), hay vị trí số 11 thế giới (2012) cũng như là ngôi trường tốt nhất châu Âu trong cả hai năm này. Sau đó tạp chí cũng đưa FAMU vào danh sách thường niên "những trường học điện ảnh quốc tế tốt nhất" (nằm ở ngoài Mỹ), xếp thứ 4 năm 2014 và nằm trong top 15 vào năm 2017.

## Giảng viên nổi tiếng
- Rudolf Adler (1941–)[4]
- Jaroslav Balík (1924–1996)[5]
- František Daniel (1926–1996) rời đi năm 1972[5]
- Karel Kachyňa (1924–2004) rời đi năm 1972[5]
- Václav Krška (1900–1969) trưởng khoa đạo diễn điện ảnh[5]
- Milan Kundera, (sinh 1929) giảng viên văn học (1954–69)
- Karel Plicka (1894–1977)[6]
- Přemek Podlaha (1938–2014)[5]
- Břetislav Pojar (1923–2012) left in 1972[5]
- Jiří Sequens (1922–2008)[5]
- Evald Schorm (1931–1988)[5]
- Otakar Vávra (1911–2011) trưởng khoa đạo diễn điện ảnh từ năm 1957[5]
- Václav Vorlíček (1930–2009)[5]

## Học viên nổi tiếng
- Frank Beyer (1932–2006), đạo diễn điện ảnh người Đông Đức, học ngành nghiên cứu kịch nghệ và sau đó là đạo diễn điẹn ảnh (1952–57)[7]
- Věra Chytilová (1929–2014), đạo diễn phim avant-garde người Séc, theo học sản xuất điện ảnh (1957–62)[8][9]
- Karel Cudlín (sinh 1960), nhà quay phim người Séc, theo học tại FAMU khóa 1983-87[10]
- Jasmin Dizdar (sinh 1961), học đạo diễn điện ảnh,[11] tốt nghiệp năm 1989[12]
- Zoran Đorđević (sinh 1962), đạo diễn, nhà biên kịch, nhà quay phim và nhà sản xuất người Serbia đang sinh sống tại Brazil.
- Vilko Filač (1950–2008), nhà quay phim người Slovenia thuộc trào lưu Praška filmska škola của Nam Tư[13]
- Miloš Forman (1932–2018), đạo diễn điện ảnh người Mỹ-Séc, học ngành biên kịch
- Rajko Grlić (sinh 1947), đạo diễn phim người Nam Tư thuộc trào lưu Praška filmska škola[2][13]
- Agnieszka Holland (sinh 1948), đạo diễn phim người Ba Lan, tốt nghiệp 1971[14]
- Jan Hřebejk (sinh 1967), đạo diễn phim người Séc, học biên kịch và chỉnh sửa kịch bản (1987–91)[15]
- Juraj Jakubisko (sinh 1938), đạo diễn phim người Slovakia, học ngành đạo diễn điện ảnh (1960–65)[16]
- Petr Jarchovsky (sinh 1966), nhà biên kịch người Séc, học kịch bản và chỉnh sửa kịch bản (1987–91)[15]
- Libuše Jarcovjáková (sinh 1952), nhiếp ảnh gia người Séc, chụp hình T-Club tại Praha từ 1983 đến 1985[17][18]
- Vojtěch Jasný (1925–2019), đạo diễn phim người Séc[19]
- Radek John (sinh 1954), nhà báo và chính trị gia người Séc, học ngành biên kịch, tốt nghiệp 1979[20]
- Srđan Karanović (sinh 1945), đạo diễn phim người Nam Tư của trào lưu Praška filmska škola[2][13]